# Волпи пехар
Волпи пехар је награда која се додељује глумцима и глумицама на Филмском фестивалу у Венецији. Еквивалент је наградама за исту категорију са Берлинског и Канског филмског фестивала. Ова награда је добила име у част грофа Ђузепеа Волпија де Мисурате, који је основао фестивал.
| Година    | Најбољи глумац                                                     | Најбоља глумица                                              | Најбољи споредни глумац                     | Најбоља споредна глумица            | Напомене |
| --------- | ------------------------------------------------------------------ | ------------------------------------------------------------ | ------------------------------------------- | ----------------------------------- | --- |
| 1932*     | Фредрик Марч у Доктор Џекил и господин Хајд                        | Хелен Хејз у Грех Маделон Клодет                             |                                             |                                     | |
| 1934      | Волас Бири у Вива Виља!                                            | Кетрин Хепберн у Мале жене                                   |                                             |                                     | |
| 1935      | Пјер Бланшар у Злочин и казна                                      | Паула Весели у Епизода                                       |                                             |                                     | |
| 1936      | Пол Мјуни у Прича о Лују Пастеру                                   | Анабела у Veille d'armes                                                   |                                             |                                     | |
| 1937      | Емил Јанингс у Der Herrscher                                                    | Бети Дејвис у Обележена и Кид Галахад                        |                                             |                                     | |
| 1938      | Лесли Хауард у Пигмалион                                           | Норма Ширер у Марија Антоанета                               |                                             |                                     | |
| 1939-1940 | није додељен                                                       | није додељен                                                 |                                             |                                     | |
| 1941      | Ермете Закони у Don Buonaparte                                                   | у                                                            |                                             |                                     | |
| 1942      | Фоско Ђакети у Бенгази                                             | Кристина Содербаум у Die goldene Stadt                                        |                                             |                                     | |
| 1946      | није додељен                                                       | није додељен                                                 |                                             |                                     | |
| 1947      | Пјер Френе у Господин Венсан                                       | Ана Мањани у L'onorevole Angelina                                                |                                             |                                     | |
| 1948      | Ернст Дојч у Процес                                                | Џин Симонс у Хамлет                                          |                                             |                                     | |
| 1949      | Џозеф Котен у Портрет Џени                                         | Оливија де Хавиленд у Змијско легло                          |                                             |                                     | |
| 1950      | Сем Џафи у Џунгла на асфалту                                       | Еленор Паркер у Caged                                             |                                             |                                     | |
| 1951      | Жан Габен у                                                        | Вивијен Ли у Трамвај звани жеља                              |                                             |                                     | |
| 1952      | Фредрик Марч у Смрт трговачког путника                             | није додељен                                                 |                                             |                                     | Жири је званично објавио да награда неће бити додељена Ингрид Бергман за филм због плагирања делова из оригиналне италијанске верзије |
| 1953      | Анри Вилбер у Le Bon Dieu Sans Confession                                                     | Лили Палмер у The Four Poster                                               |                                             |                                     | |
| 1954      | Жан Габен у и Не дирај у лову                                      | није додељен                                                 |                                             |                                     | |
| 1955      | Кенет Мор у Дубоко плаво море у Хероји су уморни и Des Teufels General                | није додељен                                                 |                                             |                                     | |
| 1956      | Бурвил у La Traversée de Paris                                                          | Марија Шел у Жервес                                          |                                             |                                     | |
| 1957      | Ентони Франсиоза у Шешир пун кише                                  | у                                                            |                                             |                                     | |
| 1958      | Алек Гинис у The Horse's Mouth                                                      | Софија Лорен у Црна орхидеја                                 |                                             |                                     | |
| 1959      | Џејмс Стјуарт у Анатомија убице                                    | Медлин Робинсон у À Double Tour                                           |                                             |                                     | |
| 1960      | Џон Милс у Tunes of Glory''                                                       | Ширли Маклејн у Апартман                                     |                                             |                                     | |
| 1961      | Тоширо Мифуне у Јоџимбо                                            | Сузан Флон у Tu ne Tueras Point                                                |                                             |                                     | |
| 1962      | Берт Ланкастер у Птичар из Алкатраза                               | Емануел Рива у Thérèse Desqueyroux                                              |                                             |                                     | |
| 1963      | Алберт Фини у Том Џоунс                                            | Делфин Зериг у Muriel ou le temps d'un retour                                              |                                             |                                     | |
| 1964      | Том Кортни у Краљ и земља                                          | Харијет Андерсон у Loving Couples                                          |                                             |                                     | |
| 1965      | Тоширо Мифуне у Црвенобради                                        | Ани Жирардо у Trois chambres à Manhattan                                               |                                             |                                     | |
| 1966      | Жак Перен у и                                                      | Наталија Аринбасарова у Први учитељ                          |                                             |                                     | |
| 1967      | Љубиша Самарџић у Јутро                                            | Ширли Најт у Dutchman                                                |                                             |                                     | |
| 1968      | Џон Марли у Лица                                                   | Лора Бети у Теорема                                          |                                             |                                     | |
| 1988      | Дон Амичи и Џо Мантења у Ствари се мењају                          | Ширли Маклејн у Мадам Сузацка и Изабел Ипер у Прича о женама |                                             |                                     | |
| 1989      | Марчело Мастројани и Масимо Троизи у Колико је сати?               | Пеги Ешкрофт и Џералдина Џејмс у She's Been Away                            |                                             |                                     | |
| 1990      | у                                                                  | у Месец у огледалу                                           |                                             |                                     | |
| 1991      | Ривер Финикс у Мој лични Ајдахо                                    | Тилда Свинтон у Едвард II                                    |                                             |                                     | |
| 1992      | Џек Лемон у Гленгари Глен Рос                                      | Гонг Ли у The Story of Qiu Ju                                                   |                                             |                                     | |
| 1993      | Фабрицио Бентивољо у Un'Anima Divisa in Due                                              | Жилијет Бинош у Три боје: плава                              | Марчело Мастројани у Један, два, три, сунце | Ана Бонајутоу Где сте? Ја сам овде! | посебна награда екипи филма Кратки резови                                                                                             |
| 1994      | Сја Ју у Yangguang Canlan de Rizi                                                          | у Три брата                                                  | Роберто Ситран у Il toro                           | Ванеса Редгрејв у Мала Одеса        | |
| 1995      | Гец Георг у Der Totmacher                                                       | Сандрин Бонер и Изабел Ипер у Церемонија                     | Ијан Харт у Ништа лично                     | Изабела Ферари у Romanzo di un giovane povero                   | |
| 1996      | Лијам Нисон у Мајкл Колинс                                         | Виктоар Тивизол у Ponette                                           | Крис Пен у Сахрана                          |                                     | |
| 1997      | Весли Снајпс у One Night Stand                                                   | Робин Тани у Нијагара, Нијагара                              |                                             |                                     | |
| 1998      | Шон Пен у                                                          | Катрин Денев у Place Vendôme                                              |                                             |                                     | |
| 1999      | Џим Бродбент у Topsy-Turvy                                                    | у                                                            |                                             |                                     | |
| 2000      | Хавијер Бардем у Пре него што падне ноћ                            | Роуз Берн у Богиња из 1967                                   |                                             |                                     | |
| 2001      | Луиђи Ло Кашо у Светлост мојих очију                               | Сандра Чекарели у Светлост мојих очију                       |                                             |                                     | |
| 2002      | Стефано Акорси у Путовање звано љубав                              | Џулијана Мур у Далеко од раја                                |                                             |                                     | |
| 2003      | Шон Пен у 21 грам                                                  | Катја Риман у Rosenstrasse                                               |                                             |                                     | |
| 2004      | Хавијер Бардем у                                                   | Имелда Стонтон у Вира Дрејк                                  |                                             |                                     | |
| 2005      | Дејвид Стратерн у Лаку ноћ и срећно!                               | Ђована Мецођорно у Звер у срцу                               |                                             |                                     | |
| 2006      | Бен Афлек у Hollywoodland                                                       | Хелен Мирен у Краљица                                        |                                             |                                     | |
| 2007      | Бред Пит у Кукавичко убиство Џесија Џејмса од стране Роберта Форда | Кејт Бланчет у Нисам тамо                                    |                                             |                                     | |
| 2008      | Силвио Орландо у Ђованин отац                                      | Доминик Блан у L'Autre                                              |                                             |                                     | |
| 2009      | Колин Ферт у Самац                                                 | у                                                            |                                             |                                     | |
| 2010      | Винсент Гало у Есенцијално убиство                                 | Аријана Лабед у Атенберг                                     |                                             |                                     | |
| 2011      | Михаел Фасбендер у Срам                                            | Дини Јип у Једноставан живот                                 |                                             |                                     | |